# Scypion Afrykański Starszy
Publiusz Korneliusz Scypion Afrykański Starszy łac. Publius Cornelius Scipio Africanus Maior (ur. 236 p.n.e. w Rzymie, zm. 183 p.n.e. w Liternum) – wódz rzymski z okresu II wojny punickiej, zwycięzca Hannibala w bitwie pod Zamą, dwukrotny konsul Republiki Rzymskiej.

## Młodość
Syn Korneliusza Scypiona i plebejki Pomponii. Wywodził się z patrycjuszowskiego rodu o militarnych tradycjach. Jego dziadek, ojciec i stryj brali udział w zmaganiach I wojny punickiej. Publiusz od najmłodszych lat również sposobił się do wojennego rzemiosła. Uczył się jazdy konnej, władania bronią i dowodzenia. Poznał grekę i zaczytywał się w historiach największych helleńskich wodzów jak Aleksander Wielki, Epaminondas, Pyrrus i Ksenofont, a także wodzów perskich: Dariusza i Kserksesa I.
W roku 218 p.n.e., pomimo młodego wieku uczestniczył już w bitwie nad rzeką Ticinus jako dowódca oddziału jazdy. Wojskami rzymskimi dowodził jego ojciec, który w pewnym momencie został otoczony przez Kartagińczyków i zraniony. Widząc to z pewnej odległości Publiusz na czele swego oddziału rzucił się na pomoc, rozerwał szeregi nieprzyjaciół i uratował ojca przed śmiercią. Korneliusz Scypion postanowił udekorować syna corona civica, jednym z najwyższych odznaczeń wojskowych starożytnego Rzymu, ale młody człowiek odmówił przyjęcia wyróżnienia mówiąc, że jego akcja "była nagrodą samą w sobie". Historię tę opowiedział Polibiuszowi pod koniec życia Gajusz Laeliusz, przyjaciel i towarzysz broni Scypiona.
W bitwie nad Trebią przypuszczalnie nie brał udziału, natomiast pod Kannami w roku 216 p.n.e. wyróżnił się jako trybun wojskowy. Paradoksalnie, dzięki temu że zaraz na początku starcia ciężka kawaleria Hannibala zmusiła konnicę rzymską do ucieczki, nie znalazł się w okrążeniu i nie poległ, lecz dotarł do odległego o około 15 km od pola bitwy miasteczka Canusium, gdzie przekonał konsula Gajusza Terencjusza Warrona, by poprowadził resztki armii do Rzymu. Po powrocie do "wiecznego miasta" Warronowi podziękowano w Senacie za to, że "nie zwątpił w sprawę Republiki" i w okresie późniejszym powierzono mu inne odpowiedzialne zadania. Doceniono również Scypiona, który w roku 213 p.n.e. został wybrany jednym z czterech edylów Rzymu.

## W Hiszpanii
Po zakończenia oblężenia Kapui w roku 211 p.n.e., odpoczywający w Puteoli Scypion dowiedział się o śmierci ojca i stryja w Hiszpanii. Nie było prawdopodobnie przypadkiem, że młody Korneliusz w roku następnym otrzymał naczelne dowództwo i zaraz udał się na Półwysep Iberyjski, gdzie zastąpił bardziej potrzebnego w Italii Gajusza Klaudiusza Nerona.
Stały przed nim dwa zadania: odzyskać stracone przez ojca i stryja terytoria oraz nie dopuścić by Hazdrubal Barkas dołączył z wojskiem do brata w Italii. Przekroczywszy Ebro wczesną wiosną 209 roku p.n.e., wbrew przewidywaniom wszystkich nie ruszył przeciw Hazdrubalowi i wodzom celtyberyjskim stacjonującym w środkowej Hiszpanii, a szybkim marszem wzdłuż wybrzeża skierował się ku Nowej Kartaginie, stolicy kartagińskich posiadłości na półwyspie. W drodze zbierał informacje o mieście, jego fortyfikacjach i sile garnizonu. Liwiusz pisał, że przemarsz zajął mu sześć dni; w rzeczywistości najszybciej mógł pokonać dystans od ujścia Ebro do Nowej Kartaginy w trzy tygodnie.
Nowa Kartagina zbudowana została na półwyspie, z jednej strony otoczonym wodami głębokiej zatoki morskiej, z drugiej zaś płytką laguną, którą – w czasie odpływu – można było łatwo sforsować. Dlatego Scypion rozstawił swe główne siły i machiny oblężnicze przed głównymi murami twierdzy oraz na okrętach na zatoce, zaś na drugą stronę laguny posłał niewielki oddział, który w chwili najbardziej zaciekłego szturmu ruszył przez wodę, dotarł niezauważony pod mury, sforsował je i uderzył od tyłu na obrońców. Po chwili bramy zostały otwarte i Rzymianie, ze Scypionem na czele, wdarli się do miasta. Teraz nastąpiła rzeź ludności. Widząc to nieliczni obrońcy, którzy schronili się w cytadeli, poddali się Rzymianom, a wówczas Scypion nakazał zaprzestania rzezi. W ręce Rzymian dostała się nie tylko ogromna zdobycz, zaopatrzenie armii Hazdrubala, ale także zakładnicy z całej Hiszpanii, dzięki którym Kartagińczycy utrzymywali posłuch wśród niepokornych Celtyberów.
Nic dziwnego, że w tej sytuacji Celtyberowie natychmiast przeszli na stronę Scypiona i decydująca bitwa pod Baeculą w roku 208 p.n.e. zakończyła się zwycięstwem Rzymian. Hazdrubal poniósł klęskę, ale nie stracił zbyt wielu ludzi i – korzystając z tego, że Scypion go nie ścigał – przeszedł Pireneje i wkroczył do Italii w nadziei na połączenie z wojskami Hannibala. Tymczasem Scypion, zagrożony przez dwie inne armie kartagińskie, nie mógł przeszkadzać Hazdrubalowi, by nie wpaść samemu w pułapkę.
Wojna na Półwyspie Iberyjskim trwała jeszcze jakiś czas i dopiero w roku 206 p.n.e. dowodzone przez Hannona wojska kartagińskie zostały pokonane. W tej sytuacji Scypion mógł liczyć na godność konsula w roku 204 p.n.e. Urząd rzeczywiście otrzymał, ale wraz z nim polecenie przerzucenia wojny do Afryki.

## Kampania afrykańska

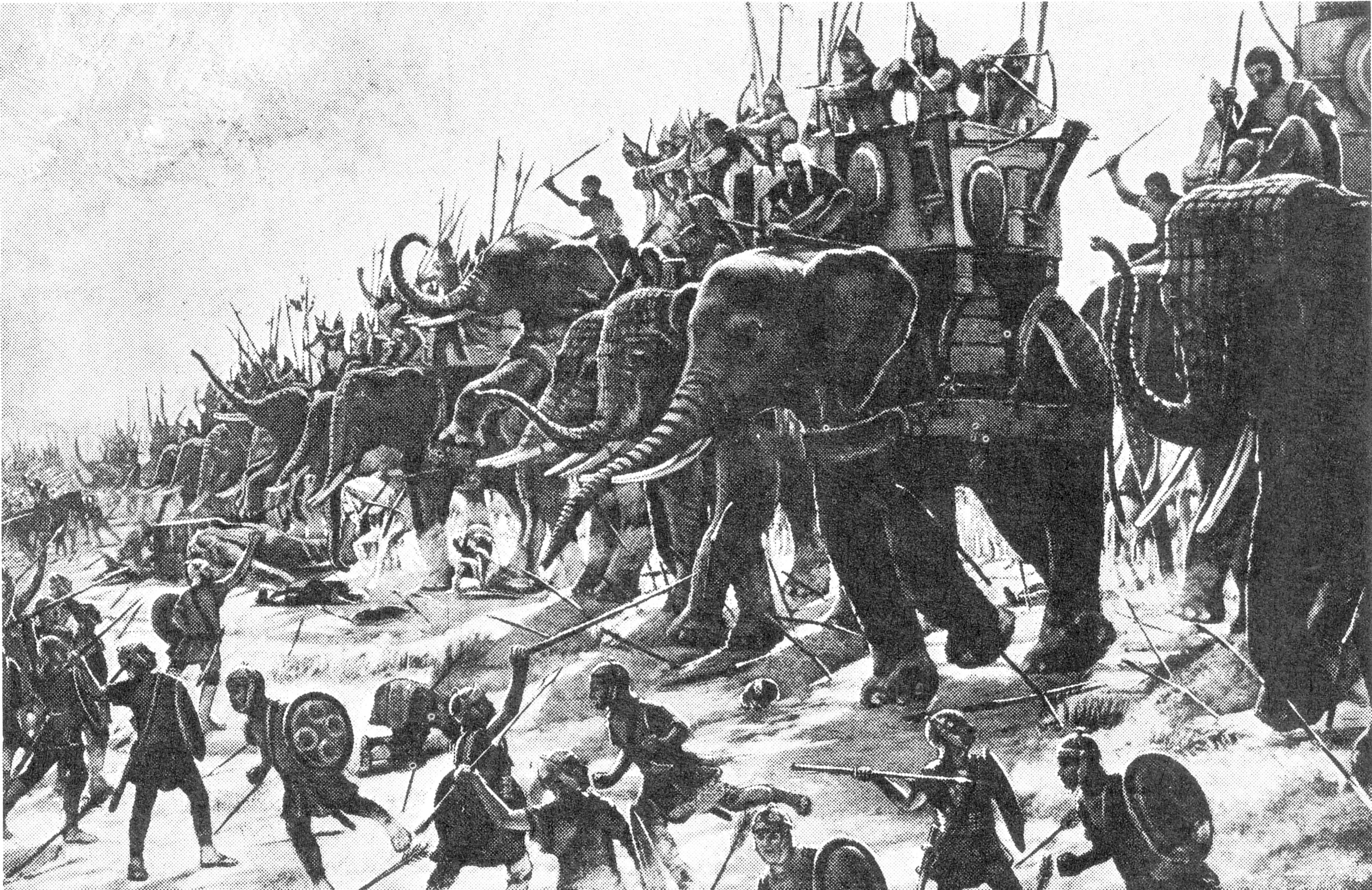
Bitwa pod Zamą

Scypion zaczął przygotowywać się do lądowania w Afryce Północnej wczesną wiosną 205 roku p.n.e. Nie jest do końca pewne jaką siłą dysponował: Liwiusz twierdził, że nie udzielono mu zezwolenia na nowe zaciągi, a jedynie na powołanie ochotników, podczas gdy Kasjusz Dion utrzymywał, iż Scypion wyruszył do Afryki na czele 10-tysięcznej armii konsularnej, co jest o tyle bardziej prawdopodobne iż Senatowi bardzo zależało na wywabieniu Hannibala z Italii. Wiadomo jednak, że Scypion miał trudności z formowaniem armii, za czym kryli się jego polityczni wrogowie w Rzymie. Według Appiana Scypion wyruszył na 52 okrętach wojennych, 400 transportowych, a dodatkowo towarzyszyła mu duża liczba mniejszych jednostek. Dysponował siłą 16 tysięcy piechoty i 1600 jazdy; przetransportował machiny oblężnicze i wielkie ilości żywności. Przybywszy na Sycylię odkrył, że około 30 okrętów wojennych, które miał przejąć, należało wyremontować. Nie miał również konnicy, bez której mógł tylko marzyć o walce z posiłkującymi Kartagińczyków jeźdźcami z Numidii.
Ostatecznie Scypion wylądował w roku 204 p.n.e. pod Utyką i przystąpił do oblężenia miasta. Nie zdobył go, a osiągnął tyle, że przyłączył się doń numidyjski książę Masynissa, który przed przybyciem Scypiona prowadził wojnę z Kartagińczykami. Był on przeciwnikiem Syfaksa, który – pojąwszy za żonę córkę Hazdrubala Giskona, Sofonisbę – stanął po stronie Kartagińczyków. Podczas oblegania Utyki nadciągnęła 40-tysięczna armia kartagińsko-numidyjska, na czele której stali Hazdrubal i Syfaks. Hazdrubal dysponował 140 słoniami bojowymi. Wykorzystując ciemności nocy Numidyjczycy Masynissy i Rzymianie podkradli się pod obóz wroga i ostrzelali pociskami zapalającymi. Gwałtowny pożar spowodował panikę, a ludzie Scypiona wybili i wzięli do niewoli blisko 40 tysięcy ludzi.
Syfaks zbiegł do Numidii, a Hazdrubal wycofał się do Kartaginy mając zaledwie 2 tysiące piechoty i 500 konnych. W Kartaginie wybuchła panika, część senatorów wystąpiła z propozycją podjęcia rozmów pokojowych z Rzymem, ale większość, skupiona wokół klanu Barkidów, optowała za wojną. W ciągu miesiąca udało się zebrać rozproszone wojska, sprowadzić ponownie Syfaksa i zaciągnąć kilka tysięcy najemników celtyberyjskich. W tej sytuacji doszło do bitwy nad rzeką Bagradas, którą Scypion rozpoczął swym ulubionym sposobem, tj. uderzeniem na stojącą na skrzydłach konnicę numidyjsko-punicką, która z miejsca poszła w rozsypkę. Zacięcie bronili się natomiast Celtyberowie. Zostali jednak otoczeni i wybici niemal do nogi.
Teraz Laeliusz i Masynissa ruszyli w kawaleryjski pościg za Syfaksem i dopadli go nim zdołał dotrzeć do Cirty, stolicy Numidii. Ranny Syfaks został zakuty w kajdany i obwożony po numidyjskich miastach, które kolejno poddawały się Masynissie. Ostatecznie były król Numidii został odesłany do Rzymu, gdzie w więzieniu spędził swe ostatnie lata.
Tymczasem Scypion maszerował w kierunku Kartaginy. Nie spieszył się, bowiem jego siły były zbyt małe, by oblegać i zdobyć miasto. Chciał jedynie wystraszyć mieszkańców i zmusić ich do rokowań. Kartagińczycy zdawali sobie sprawę, że ich ostatnią szansą są rokowania w Rzymie, w związku z czym udała się tam delegacja, która jednak usłyszała, że tak długo, jak Hannibal pozostaje w Italii, o pokoju nie może być mowy. Rozkazy wysłane do Hannibala nie mogły być jednak natychmiast wypełnione, ponieważ nie posiadał on floty zdolnej przerzucić całą armię do Afryki. Udało mu się tego dokonać dopiero jesienią 203 roku p.n.e. Przed załadowaniem armii na statki kazał wybić wszystkie konie, by nie dostały się w ręce Rzymian. Wylądował w Leptis Minor i stanął obozem w Hadrumetum, gdzie oczekiwał na posiłki, które miała zapewnić mu armia Magona, pustosząca od roku Ligurię.

## Zwycięzca
Nim doszło do decydującego starcia 19 października 202 roku p.n.e. pod Zamą, armia Scypiona liczyła około 25 tysięcy piechoty wspomaganej przez jazdę numidyjską, która wcześniej zazwyczaj walczyła po stronie Kartagińczyków. Tym razem jednak miało jej u boku Hannibala zabraknąć (pozyskano tylko niewielkie oddziały numidyjskie). Hannibal zebrał około 50 tysięcy ludzi – w tym 15 tysięcy weteranów zahartowanych w kampanii italskiej oraz 80 słoni.
O wyniku bitwy zadecydowała jakość bojowa legionów rzymskich, skuteczna taktyka unikania konfrontacji z szarżującymi słoniami i umiejętne użycie jazdy przez rzymskiego wodza. Los Kartaginy legł u stóp Scypiona, który odbył triumf i zyskał przydomek Afrykańskiego.

## Ostatnie lata
W latach 204 i 194 p.n.e. był konsulem, a w 199 p.n.e. cenzorem. W roku 193 p.n.e. wchodził w skład tzw. Komisji Rzymskiej, która rozpatrywała skargę Kartaginy przeciwko Masynissie, jawnie naruszającemu granice (nie podjęto żadnej decyzji), a nadto spotkał się w Efezie z Hannibalem. Nie wiadomo, czy takie spotkanie rzeczywiście miało miejsce, ale wiąże się z nim anegdotyczna wymiana zdań, która została opisana przez Tytusa Liwiusza. Scypion zapytał Hannibala, których wodzów uważa za największych w historii. Ten na pierwszym miejscu wskazał Aleksandra Macedońskiego, na drugim Pyrrusa, a na trzecim siebie. Scypion zapytał następnie, jaka byłaby kolejność, gdyby Hannibal go pokonał. Wódz odparł, że wówczas uznałby siebie za przewyższającego Aleksandra, Pyrrusa i wszystkich innych wodzów. Poruszyło to bardzo Scypiona, gdyż oznaczało, że Hannibal wyłączył go z grona zwykłych wodzów, uznając go jako osobę, której wartości nie da ocenić.
Zajmował ważne miejsce w życiu politycznym Rzymu, również w Senacie. Jednak jego polityka prohelleńska spotykała się z oporem przeciwników z Katonem Starszym na czele.
W latach 190-188 p.n.e. brał udział w wojnie z Antiochem III, którą prowadził jego brat Lucjusz Scypion Azjatycki.
Scypion Afrykański Starszy wycofał się z życia publicznego po wytoczeniu mu procesu (w 184 p.n.e.) o korupcję i udał się na dobrowolną emigrację do Liternum w Kampanii, gdzie zmarł rok później.

## Żona i potomstwo
Żoną Scypiona była Emilia Paula (nazywana również Emilią Tertią), córka konsula Lucjusza Emiliusza Paulusa oraz siostra konsula Lucjusza Emiliusza Paulusa Macedońskiego. Małżeństwo to uchodziło za szczęśliwe, parze urodziło się co najmniej dwóch synów i dwie córki:
- Publiusz,
- Lucjusz, pretor w 174 p.n.e.,
- Kornelia Afrykańska Starsza, żona kuzyna Publiusza Korneliusza Scypiona Nasica Corculum, z którym miała co najmniej jednego syna,
- Kornelia Afrykańska Młodsza, żona Tyberiusza Semproniusza Grakchusa, z którym miała 12 dzieci, w tym Tyberiusza i Gajusza Grakchów.